# Corydoras panda
Espèce
Corydoras panda, appellation reprise en nom vernaculaire, est une espèce de petits poissons-chats originaire d'Amérique du Sud, et plus précisément du Pérou. Son milieu d'origine est le système fluvial du rio Ucayali, dans la région de Huanuco.
Il a été découvert pour la première fois en 1969 par Foersch et Handrieder[réf. nécessaire]. Il ne sera cependant décrit définitivement qu'en 1971 par Nijssen et Isbrücker en référence au grand panda de Chine. Il doit son appellation à sa robe blanche pourvue de trois taches noires : une première au niveau de l'œil, une deuxième au niveau de la nageoire dorsale, et une troisième au niveau de la nageoire caudale.

## Maintenance en captivité
C'est un poisson grégaire et il est recommandé de le maintenir dans un groupe d'au moins six individus en aquarium. Il tolère également provisoirement des températures assez faibles, son habitat d'origine étant alimenté par la fonte des neiges des Andes.
| Origine         | Amérique du Sud | Eau           | eau douce               |
| Dureté de l'eau | 6-14 °GH        | pH            | entre 6.5 et 8          |
| Température     | 20 à 25 °C      | Volume mini.  | 100 litres              |
| Alimentation    | Omnivore        | Taille adulte | mâle 4 cm, femelle 6 cm |
| Reproduction    | Ovipare         | Zone occupée  | fond                    |
| Sociabilité     | excellente      | Difficulté    | Moyenne                 |